# Evžen Rošický

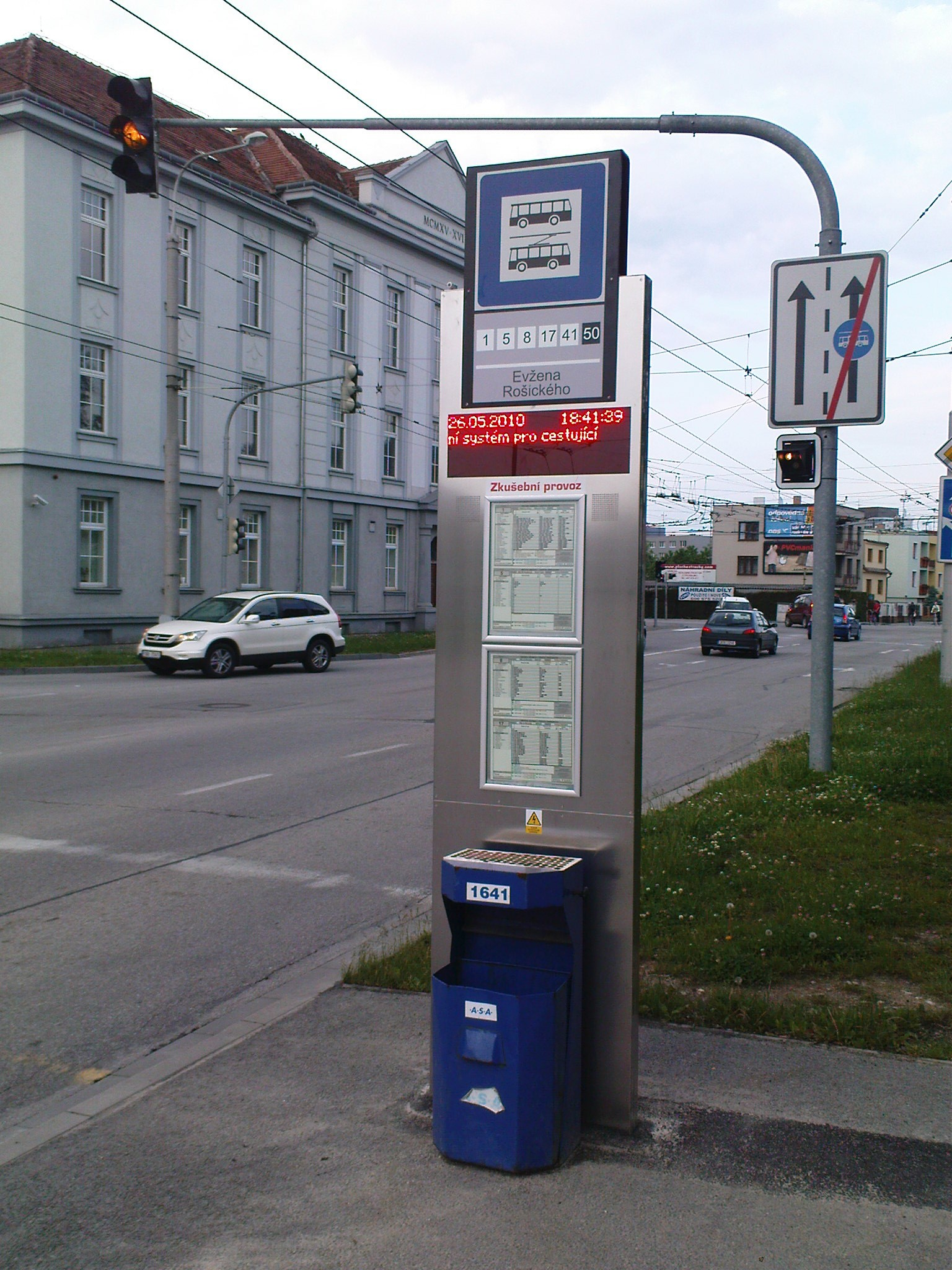
Parada de autobús en České Budějovice llevando el nombre de Evžen Rošický

Evžen Rošický (pronunciación: ˈevzhen ˈroshitskiː; Olomouc, 15 de octubre de 1914 - Praga 25 de junio de 1942) fue un atleta checo. Él compitió en los 800 metros, los 400 metros, el relevo 4 × 100 metros, y también en el relevo 4 × 400 metros. 

## Carrera
Evžen Rošický estudió derecho en la Universidad Carolina de Praga. En los años 1931 - 1941 compitió por SK Slavia Praha, a representó también en los Juegos Olímpicos de 1936 en Berlin. Se hizo el campeón checo en los 800 metros (1933, 1934, 1935, 1936, 1937), los 400 metros vallas (1937, 1939), y fue miembro del relevo campeón 4 × 100 m (1936) y 4 × 400 m (1933, 1934, 1937, 1939, 1940). Los tiempos de Rošický de los 800 metros y 400 metros vallas fueron entonces de récord. Su mejor personal de los 800 metros fue 1:54,6 del año 1935 y el de 400 metros vallas del año 1939 fue 56,9.
En 1935 Rošický entró en el Partido Comunista de Checoslovaquia (KSČ) y empezó a trabajar de periodista. Contribuía con artículos de deportes, también escribía folletines y cuentos. Durante la Segunda Guerra Mundialse hizo miembro de la resistencia checa a la ocupación nazi. Con su padre Jaroslav Rošický colaboró con el grupo ilegal Capitán Nemo. El 18 de junio de 1942 ambos fueron detenidos y 7 días después los ejecutaron.

## Recuerdos
Evžen Rošický dio nombre a uno estadio del barrio Strahov en Praga (Stadion Evžena Rošického), cual además de atletismo sirve para hallar los partidos de fútbol; en los años 2000 - 2008 fue aprovechado como el recinto deportivo de Slavia de Praga. En 1947 - 1989 lo llevó el nombre de Evžen Rošický también una competición atlética internacional, celebrada en Praga. El mismo nombre llevan además calles en Olomouc, Ostrava y České Budějovice, una parada de autobús en České Budějovice y una escuela primaria en la ciudad de Jihlava.